# Werner Sanne
Werner Otto Sanne (5 de abril de 1889 - 26 de septiembre de 1952) fue un general alemán (Generalleutnant) en la Wehrmacht durante la II Guerra Mundial quien comandó varias divisiones. Recibió la Cruz de Caballero de la Cruz de Hierro de la Alemania Nazi.

## Carrera
Sanne comandó la 34.ª División de Infantería entre mayo y noviembre de 1940, habiendo estado al cargo antes de la 193ª División de Reemplazo, que servía para controlar unidades de reemplazo que estaban siendo instruidas. En diciembre de 1940, fue seleccionado comandante de la 100.ª División de Infantería Ligera, que acababa de ser formada en Viena. Con su nuevo mando luchó enteramente en el frente oriental, primero en Ucrania y después en 1942, como parte del 6º Ejército, en Stalingrado. Promovido a Generalleutnant (teniente general) en abril de 1942, poco antes de que la división fuera redesignada como la 100.ª División Jäger, se rindió a las tropas soviéticas en enero de 1943 tras la conclusión de la Batalla de Stalingrado. Murió en cautividad en 1952.

## Condecoraciones
- Cruz de Hierro (1939) 2ª Clase & 1ª Clase
- Cruz Alemana en Oro (19 de diciembre de 1941)
- Cruz de Caballero de la Cruz de Hierro el 22 de febrero de 1942 como Generalleutnant y comandante de la 100.ª División de Infantería[4]